# Lương Sơn, Nghệ An
Lương Sơn là một xã thuộc tỉnh Nghệ An, Việt Nam. Xã được hình thành trên cơ sở sáp nhập các xã Bài Sơn, Đông Sơn, Hồng Sơn và Tràng Sơn của huyện Đô Lương cũ trong đợt Sáp nhập tỉnh thành Việt Nam 2025.

## Vị trí địa lý
Xã Lương Sơn có vị trí địa lý:
- Phía Đông giáp xã Vân Du;
- Phía Nam giáp xã Đô Lương và xã Văn Hiến;
- Phía Tây giáp xã Đô Lương và xã Bạch Ngọc;
- Phía Bắc giáp xã Bạch Ngọc và xã Vân Du.

Xã Lương Sơn có diện tích tự nhiên 47,39 km².

## Hành chính và tên gọi
Xã Lương Sơn được thành lập theo Nghị quyết số 1678/NQ-UBTVQH15 của Ủy ban Thường vụ Quốc hội Việt Nam, ban hành ngày 16 tháng 6 năm 2025. Theo nghị quyết này, toàn bộ diện tích tự nhiên và quy mô dân số của các xã Bài Sơn, Đông Sơn, Hồng Sơn và Tràng Sơn thuộc huyện Đô Lương trước đây chính thức được sáp nhập để thành lập xã Lương Sơn.
Trước đó, theo Đề án sắp xếp đơn vị hành chính cấp xã của tỉnh Nghệ An, xã này có tên tạm thời là Đô Lương 6. Sau khi lấy ý kiến thống nhất, chính quyền địa phương quyết định đặt tên chính thức là xã Lương Sơn.
Sau sắp xếp, xã Lương Sơn có diện tích tự nhiên 47,39 km² và dân số 26.494 người.